# Thomas Harris MacDonald
Pour les articles homonymes, voir MacDonald.
Thomas Harris « Chief » MacDonald (né le 23 juillet 1881 et mort le 7 avril 1957, est un ingénieur civil et un homme politique américain qui a eu une influence considérable dans la construction de l’Interstate Highway System, le système d'autoroutes inter-États américain. Il est chef de la Commission des routes de l'Iowa, chef du Bureau des routes publiques de 1919 à 1939, et commissaire du Bureau des routes publiques de 1939 au 31 mars 1953, date à laquelle il démissionne peu après le début du premier mandat du président Dwight D. Eisenhower, le 20 janvier 1953.
Il a dirigé la politique routière nationale pendant 34 ans, sous sept présidents américains différents. Durant son mandat, il a supervisé la création de 3,5 millions de miles d'autoroutes. Plus tard, il a personnellement dirigé la création de la route de l'Alaska, et a aidé les pays d'Amérique centrale à construire la route interaméricaine. "[Il] est une force aussi puissante que son homologue du FBI, J. Edgar Hoover, insiste l'historien Stephen B. Goddard, et pourtant il était pratiquement inconnu de la plupart des Américains."

## Biographie
Né écossais dans une cabane en rondins de Leadville  de John Thomas MacDonald et Sarah Elizabeth Harris, sa famille est retournée dans le comté de Poweshiek  lorsqu'il était jeune (il fait ses études primaires et secondaires dans les écoles publiques de Montezuma , le siège du comté). Son père était associé à T. Harris & Company, un négociant en céréales et en bois fondé par son grand-père maternel, et Thomas grandit frustré par le mauvais état des routes locales. Le bois était transporté dans des wagons en bois qui étaient inutilisables dans la boue du printemps et de l'automne. La plupart des gens de l'époque voyaient les chemins de fer comme la solution, mais Thomas MacDonald est allé au université d'État de l'Iowa of Agricultural and Mechanical Arts à ames (Iowa) (transféré après une année au Iowa State Teachers College) pour apprendre la construction de routes en tant qu'étudiant de Anson Marston. Il obtient son diplôme de bachelor en génie civil en 1904. (Sa thèse de fin d'études, rédigée avec L. T. Gaylord, s'intitule "Iowa Good Roads Investigations"). En 1907, il épouse Elizabeth Dunham de ames (Iowa) et ils ont deux enfants avant sa mort en 1935.
Après avoir obtenu son diplôme universitaire, il est nommé assistant chargé des enquêtes sur les bonnes routes pour la commission routière de l'Iowa (ISHC). Il est ensuite devenu ingénieur en chef, puis commissaire des routes de l'Iowa, supervisant un budget de seulement 5 000 dollars par an. Il est bientôt nommé président de l'American Association of State Highway Officials (AASHO) et, à l'âge de 38 ans, ce groupe lui propose de devenir chef du Bureau of Public Roads. Le Congrès a rapidement accepté.
Il a exigé (et obtenu) une augmentation de salaire de 4 500 $ à 6 000 $ et est resté membre du conseil d'administration de l'AASHO. Il insiste également sur l'adoption de "la politique la plus libérale possible dans le cadre des lois existantes, afin que les travaux de construction soient entrepris le plus tôt et le plus rapidement possible".
Thomas MacDonald a rapidement réuni une coalition comprenant la Portland Cement Association, l'American Automobile Association, l'American Road Builders Association, l'Association of Highway Officials of the North Atlantic States, la Rubber Association of America, la Mississippi Valley Association of State Highway Officials, la National Paving Brick Manufacturer's Association, la National Automobile Chamber of Commerce, et d'autres encore.
Le pouvoir de Thomas MacDonald était tel que, lorsqu'il visitait des villes, on lui offrait les meilleurs hôtels, de la nourriture et des boissons gratuites, ainsi qu'une visite guidée des routes locales. En 1920, un imposteur en a profité pour escroquer les citoyens de Blackwell en profitant de leur hospitalité et en passant des chèques sans provision.
Thomas MacDonald fait preuve de sang-froid en lui lançant un regard sévère. "Lorsque vous étiez en présence de M. Thomas MacDonald, vous étiez silencieux. Vous ne parliez que s'il vous le demandait", rapporte un subordonné. "Il se rapprochait autant ... de ce que j'appellerais la royauté." Et il était fanatique de sa cause. "Après l'éducation des enfants", écrivait-il, la construction de routes était "la plus grande responsabilité publique". 
Les discours rassemblés de Thomas MacDonald remplissent quinze volumes et beaucoup d'entre eux soutiennent, malgré des preuves de plus en plus nombreuses, que les routes n'enlèveraient jamais le trafic aux chemins de fer, mais les compléteraient au contraire. Ces affirmations politiquement commodes, souvent en désaccord avec les faits, seront une marque de fabrique de son œuvre. "Ce qui a peut-être distingué MacDonald de ses collègues ingénieurs et certainement de ses concurrents du secteur ferroviaire, écrit un historien, c'est qu'il a reconnu très tôt que pour vendre des routes, Washington devrait les commercialiser comme un détergent."
Il lance ce qu'on appelait alors une campagne de propagande pour faire valoir que de bonnes routes étaient un droit de l'homme, avec des allocutions à la radio dès 1923, la création du Highway Education Board (HEB), une filiale du BPR qui se présentait comme une organisation indépendante, et du Highway Research Board. Le HEB rédige des documents pour les écoles, organise des concours à l'échelle nationale, publie des brochures et dispose d'un bureau de conférenciers. Il travailla en étroite collaboration avec les industries qui bénéficieraient des routes pour étendre son budget fédéral.
Il persuade le Congrès de lui accorder le pouvoir de signer des contrats avec les États. Il s'en servit pour rédiger des contrats promettant de l'argent aux États, que le gouvernement américain était ensuite obligé d'honorer (la Constitution américaine stipule que le Congrès ne peut abroger aucun contrat). Le président Franklin Delano Roosevelt a lutté âprement pour que les pouvoirs de Thomas MacDonald soient abrogés.
En 1947, vers la fin de sa carrière, Thomas MacDonald a plaidé pour la fin de "l'utilisation préférentielle des automobiles privées" dans les villes et a déclaré que l'AASHO devrait "promouvoir le patronage des transports en commun...". À moins que ce renversement de situation ne soit accompli, les problèmes de circulation des grandes villes risquent de devenir pratiquement insolubles". Mais il était trop tard ; en 1953, le président Eisenhower a demandé sa démission. Il meurt à College Station  en 1957.
En 1949, Robert Moses insiste : "Il n'y a pas de meilleur exemple de coopération non politique, efficace et prudente entre le gouvernement fédéral, les États et les collectivités locales que celle offerte par l'Administration des routes publiques pendant près de 30 ans sous la direction respectée du commissaire Thomas H. Thomas MacDonald.".

## Autres lectures
- (en) Pete Davies, American Road, New York, Henry Holt and Company, 2014 (ISBN 9781466862821, OCLC 872606640)
- (en) Earl Swift, The Big Roads : The Untold Stories of the Engineers, Visionaries, and Trailblazers Who Created the American Superhighways, Boston, Houghton Mifflin Harcourt, 2011 (ISBN 978-0-618-81241-7, OCLC 759581024).